# RJ-11

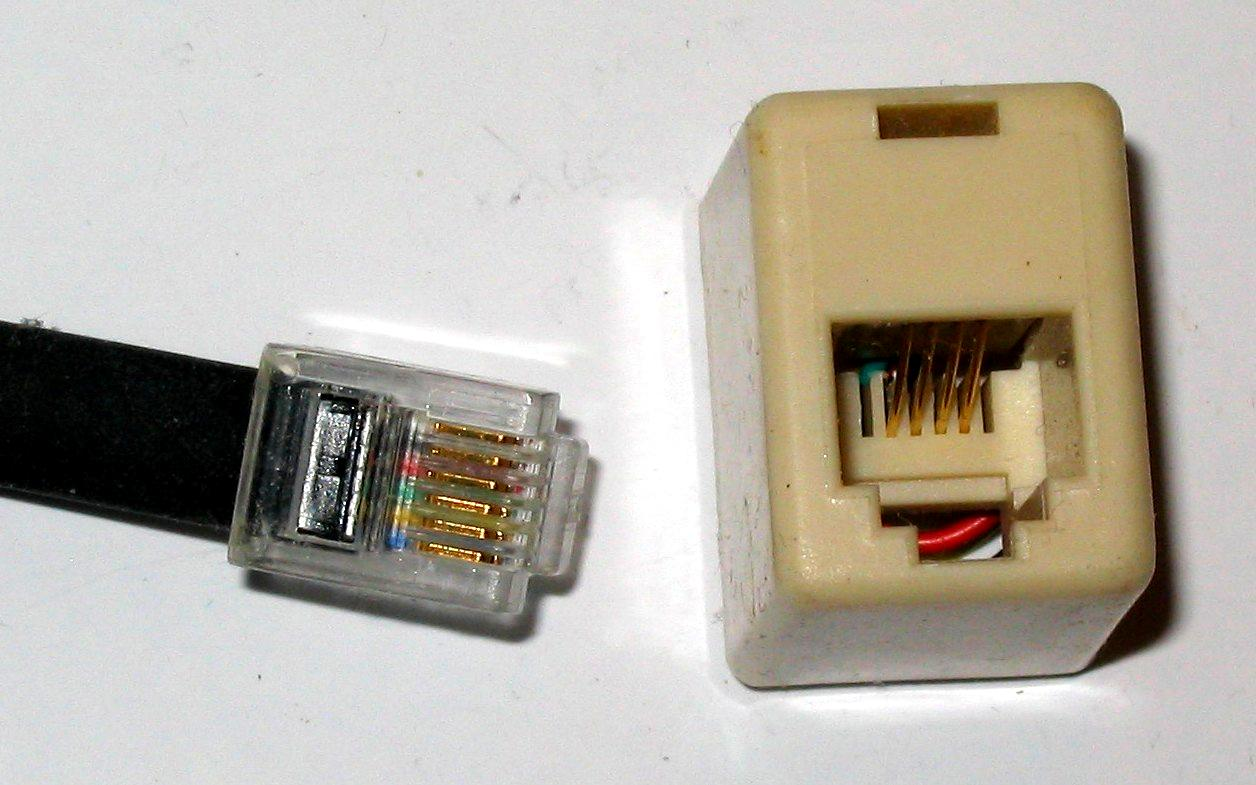
Conector RJ-11 e respectivo soquete

Diagrama de um conector RJ-11

RJ11 é um conector usado geralmente na terminação de fios de telefone. Quase sempre é do tipo 6P4C, com quatro presentes, sendo somente dois utilizados. O conector com seis vias (entradas) presentes é pouco utilizado mas se encontra em equipamentos como gavetas de valores e outros equipamentos ligados ao computador. No Brasil, o RJ-11 está substituindo a Tomada Telebrás nas conexões telefónicas.
O padrão de conexão RJ-11 especifica não só os aspectos físicos do conector elétrico, mas também a pinagem, isto é, a função de cada contato do plugue. Conectores modulares são especificados para a série de conectores registered jack (RJ), bem como para os conectores modulares Ethernet e outros conectores, como o 4P4C (4 posições, 4 contatos), o padrão de facto para cordões de handset, ao qual refere-se como conectores RJ.

## Pinos
| pino | RJ11 | Par | ± | Cor            | Antiga   |
| ---- | ---- | --- | - | -------------- | -------- |
| 1    |      | 3   | + | branco/verde   | laranja  |
| 2    |      | 2   | + | branco/laranja | preto    |
| 3    | X    | 1   | - | azul           | vermelho |
| 4    | X    | 1   | + | branco/azul    | verde    |
| 5    |      | 2   | - | laranja        | amarelo  |
| 6    |      | 3   | - | verde          | azul     |